# Monumento a Walter Scott en Edimburgo

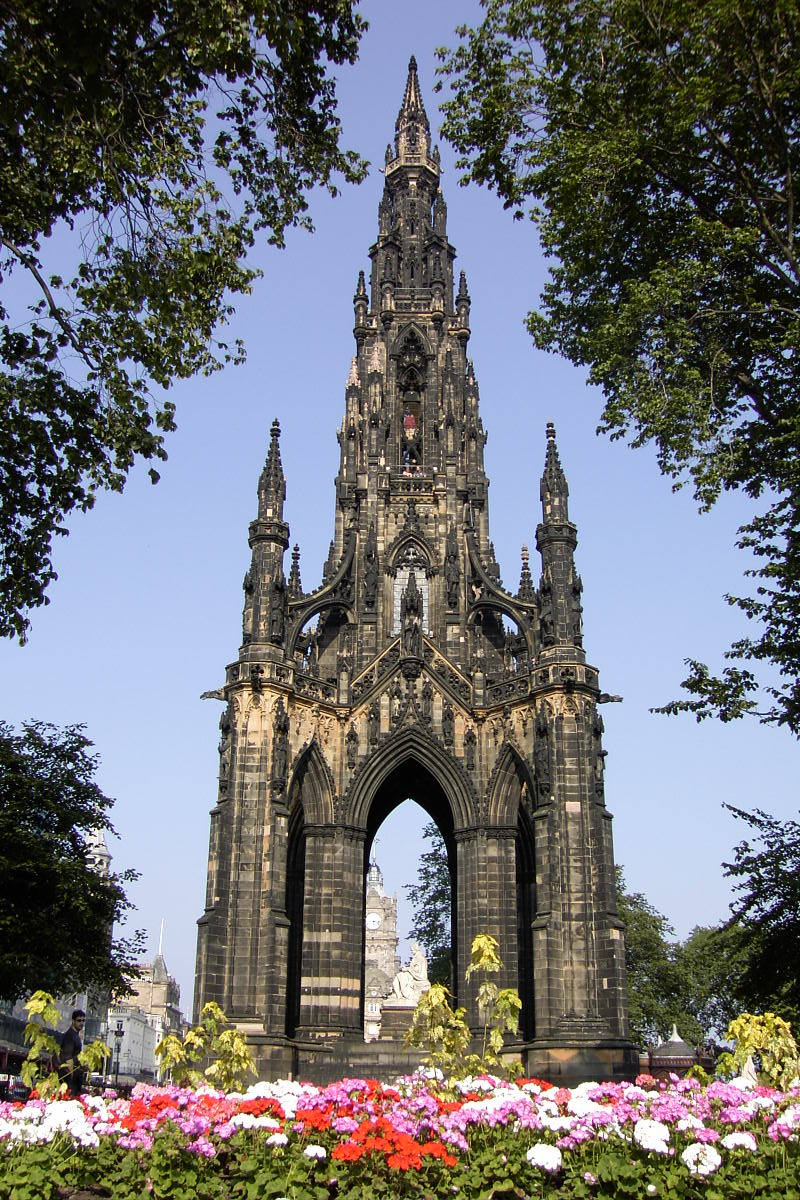
Scott Monument

El Monumento a Scott (Scott Monument) es un monumento de estilo gótico de corte victoriano erigido en honor del autor escocés sir Walter Scott. Se levanta en los Princes Street Gardens de la ciudad de Edimburgo, delante de los almacenes Jenners y en las proximidades de la estación de ferrocarriles de Waverley.
La torre, construida en pizarra de Livingston y con una altura de 61'1 metros, dispone de una escalera de caracol interna que permite acceder a los diversos pisos del edificio, desde los que se puede divisar la ciudad y alrededores. El piso más alto, al que se llega tras 287 peldaños, permite alcanzar la cúspide del edificio (a aquellos visitantes que lo alcancen se les entrega un certificado para conmemorar el evento). La mugrienta atmósfera del Edimburgo victoriano, que entonces era conocido como Auld Reekie (o la vieja [ciudad] humeante) por la gran contaminación industrial, provocó que las piedras perdieran su color original, adquiriendo una tonalidad negruzca. En la actualidad una especie de aceite sigue rezumando por sus paredes, que conservan el tan característico color negro. Bill Bryson lo ha denominado «el cohete gótico».

## Historia
Después del fallecimiento de sir Walter Scott en 1832, se convocó un concurso público para elegir el diseño para un monumento conmemorativo en su honor. El ganador fue George Meikle Kemp, un hombre de cuarenta y seis años dedicado a la ebanistería y al dibujo técnico pero carente de formación oficial en arquitectura, disciplina que había aprendido de forma autodidacta. Como  su falta de instrucción pudiera descalificarle, usó el pseudónimo de John Morvo, el arquitecto de la Abadía de Melrose. No obstante, el diseño, que era similar a uno que había presentado tiempo atrás para la Catedral de Glasgow y que había sido rechazado, alcanzó gran popularidad entre los jueces y el público, logrando la primera mención (1838) y el consiguiente premio: la concesión del contrato de obras para su ejecución. 

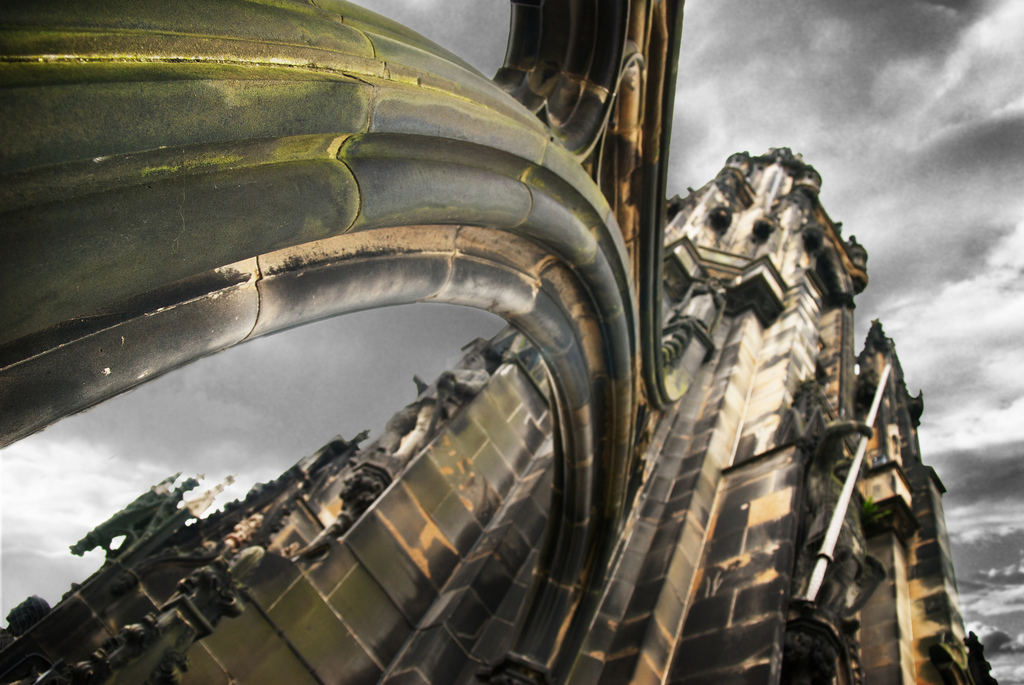
Detalle del Monumento.

A John Steell se le encargó la ejecución de una estatua monumental de Scott, que sería colocada en el espacio central existente bajo los arcos del monumento. La escultura, realizada sobre mármol blanco de Carrara, plasma a un Walter Scott sentado, descansando después de haber escrito una de sus obras con una pluma, y acompañado por su perro Maida, situado en uno de los lados.
La primera piedra fue colocada el 15 de agosto de 1840 y la construcción comenzó en 1841, después de la aprobación del decreto The Monument to Sir Walter Scott Act" en 1841 (4 & 5 Vict.) C A P. XV., finalizando cuatro años más tarde. La torre fue terminada en el otoño de 1844, tras la colocación en agosto del florón por el hijo de Kemp. El monumento se inauguró el 15 de agosto de 1845 sin que George Meikle Kemp pudiese asistir, dado que el 6 de marzo de ese mismo año, mientras regresaba a casa durante una tarde con densa niebla, cayó al Union Canal, donde murió ahogado. El coste total del edificio fue de 16.154/7/11 libras esterlinas.

## Administración
Durante la década de 1990 el monumento fue cerrado de forma periódica para poder llevar a cabo diferentes trabajos de restauración, que supusieron tener que levantar un andamiaje y cerrar el acceso al público de 1998 a 1999. Para conseguir la mejor restauración posible, la cantera original de la que se había extraído la roca fue abierta de nuevo, permitiendo adquirir roca de tonalidades similares. El coste total de la restauración ascendió a 2,36 millones de libras, financiado por la National Heritage Lottery Fund, Historic Scotland y el Ayuntamiento de Edimburgo.
En la actualidad está bajo la administración del departamento de museos del Ayuntamiento de Edimburgo, a pesar de que el coste de la restauración condujo en 1996 a discusiones sobre si el monumento debía ser vendido a particulares.